# جینسنگ آمریکایی
 جینسنگ آمریکایی(نام علمی: Panax quinquefolius) نام یک گونه از سرده جینسنگ است.

## نگارخانه

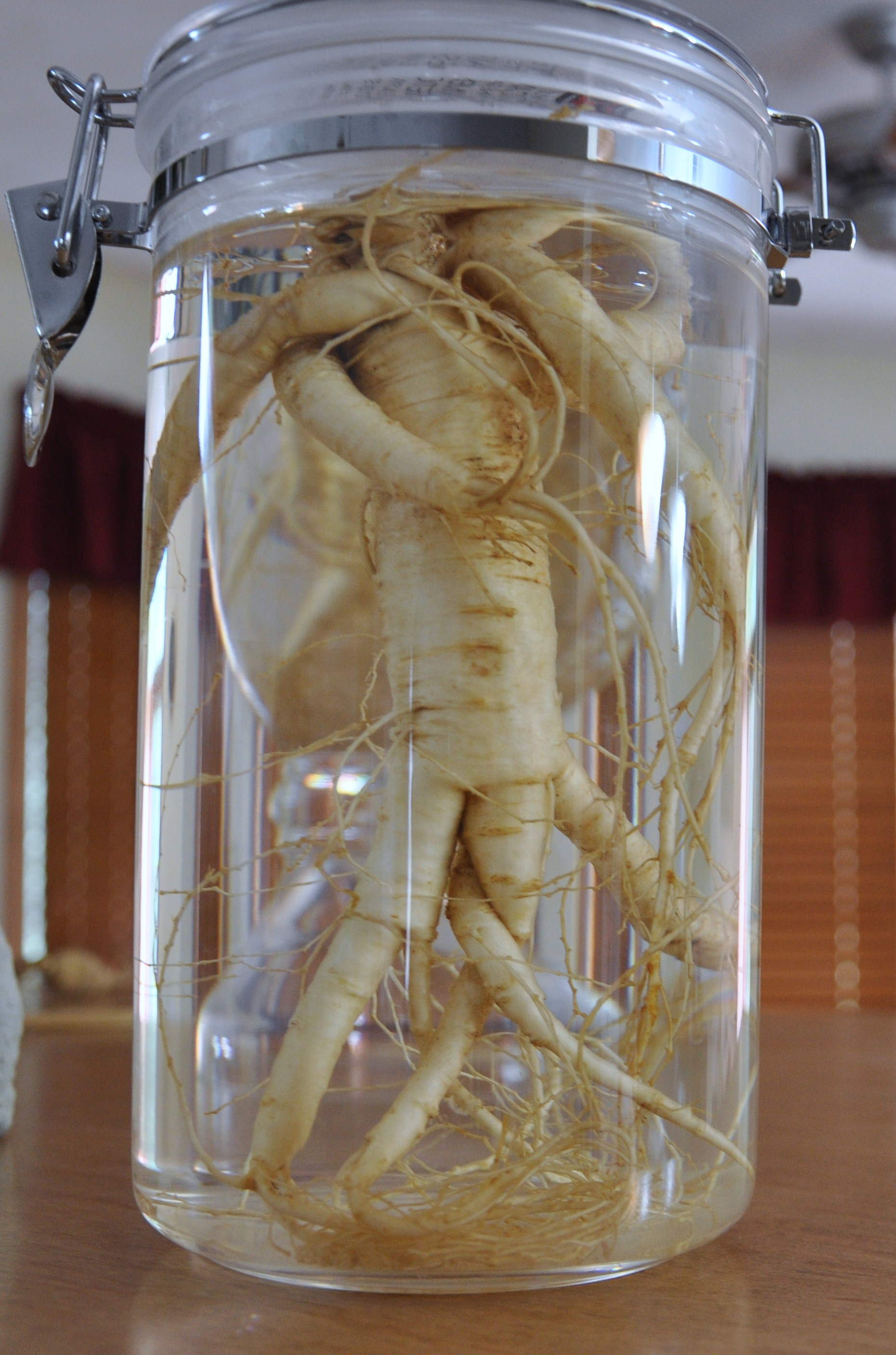
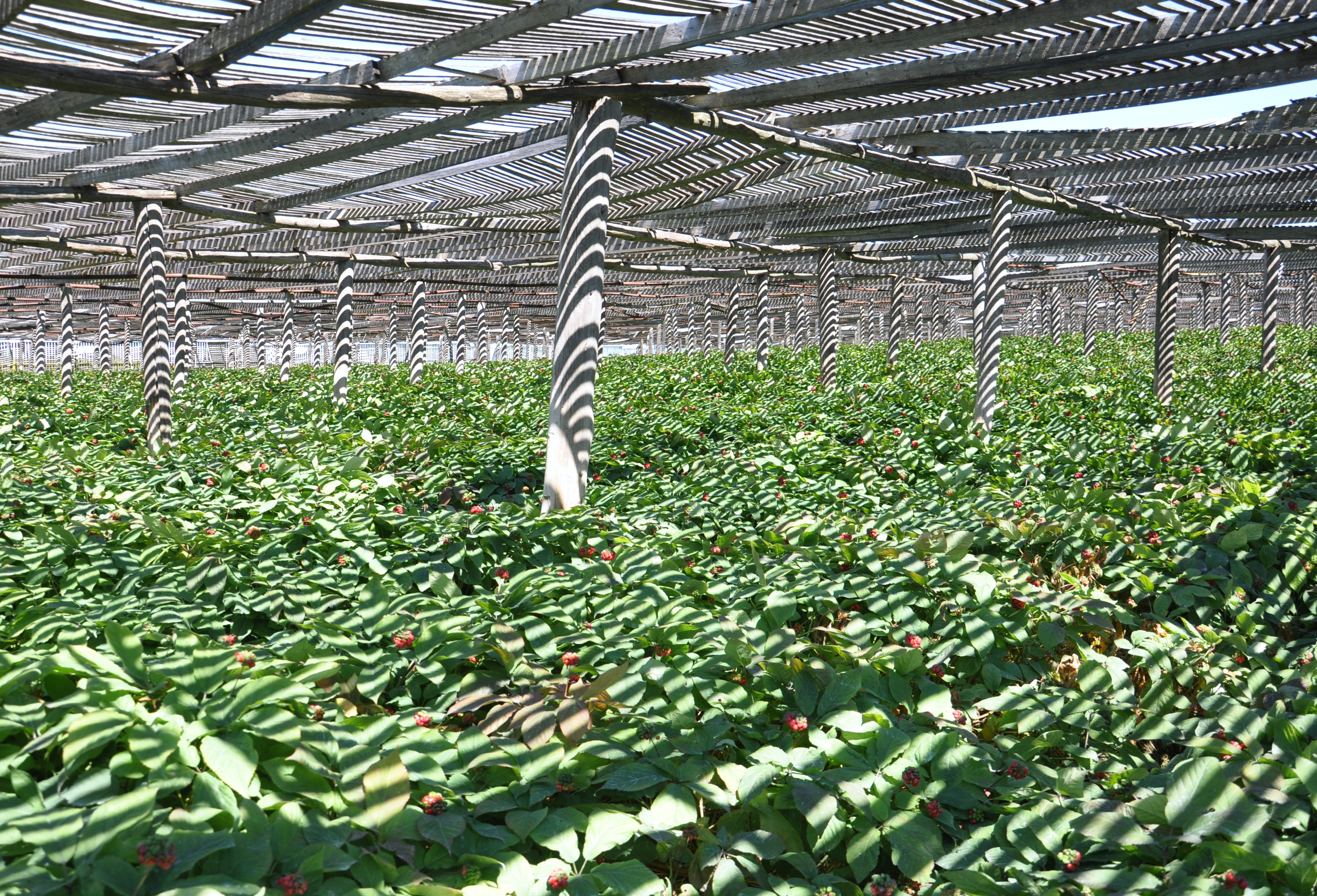
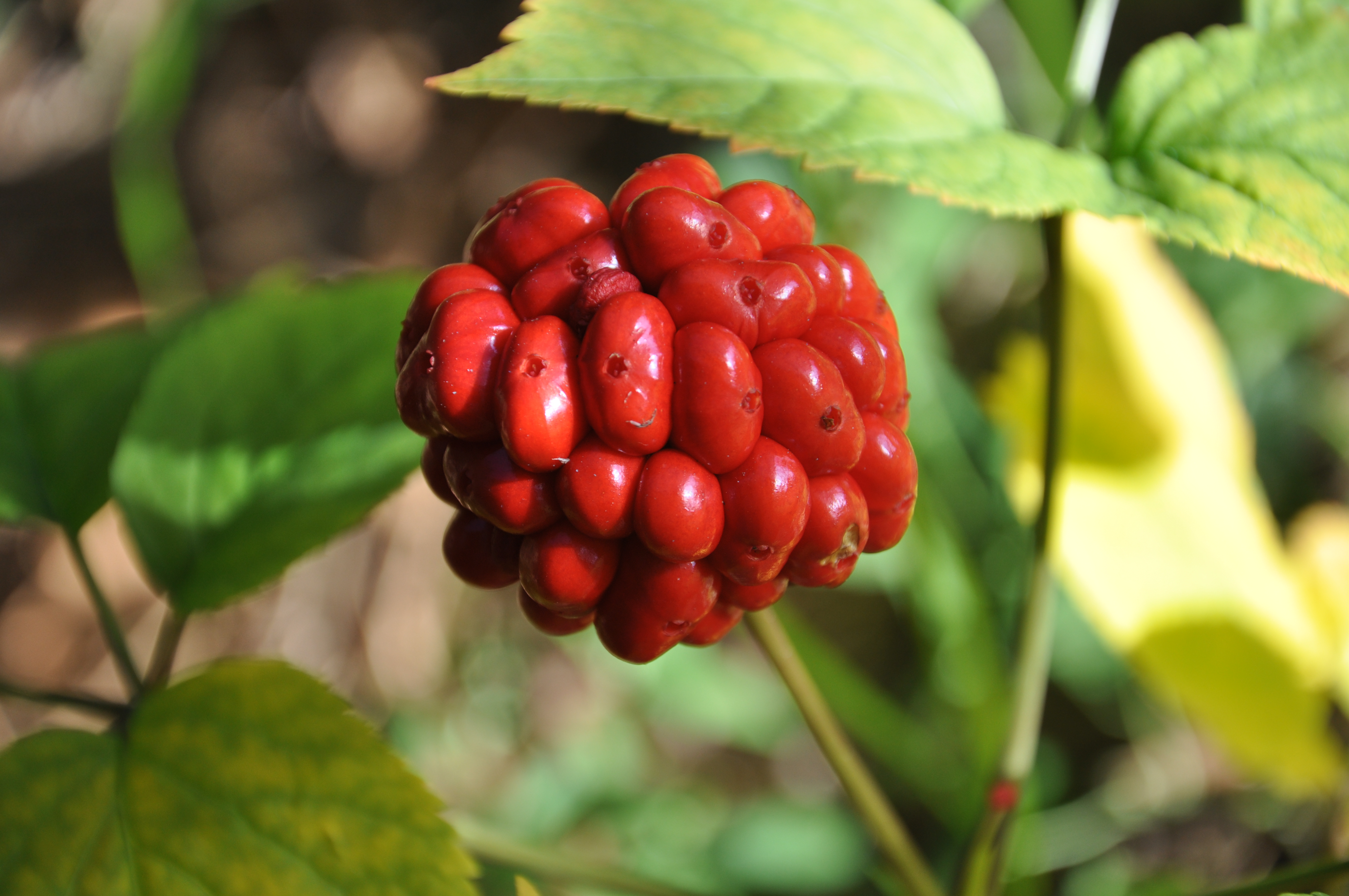